# Vetlouga (ville)
Pour les articles homonymes, voir Vetlouga.
Vetlouga (en russe : Ветлуга) est une ville de l'oblast de Nijni Novgorod, en Russie, et le centre administratif du raïon de Vetlouga. Sa population s'élevait à 7 681 habitants en 2021.

## Géographie
Vetlouga est arrosée par la rivière Vetlouga et se trouve à 202 km au nord-est de Nijni Novgorod et à 550 km au nord-est de Moscou.

## Histoire
La première mention de Vetlouga remonte à 1636 : c'était alors le village de Choulepnikovo (Шулепниково). C'est au XVIIIe siècle que fut construite l'église de la Résurrection (Voskresseniïa) et le village se développa sous le nom de Verkhneïe Voskressenie (Верхнее Воскресенье). En 1778, il accéda au statut de ville et prit le nom de Vetlouga, d'après le nom de la rivière au bord de laquelle il se trouvait.

## Population
Recensements (*) ou estimations de la population
| 1897* | 1926* | 1939* | 1959*  | 1970* | 1979*  |
| ----- | ----- | ----- | ------ | ----- | ------ |
| 5 179 | 6 018 | 8 100 | 10 016 | 9 817 | 10 048 |

| 1989*  | 2002* | 2010* | 2012  | 2013  | 2014  |
| ------ | ----- | ----- | ----- | ----- | ----- |
| 10 190 | 9 641 | 8 954 | 8 800 | 8 730 | 8 555 |

| 2018  | 2019  | 2021  | - | - | - |
| ----- | ----- | ----- | - | - | - |
| 8 455 | 8 459 | 7 681 | - | - | - |

## Religion

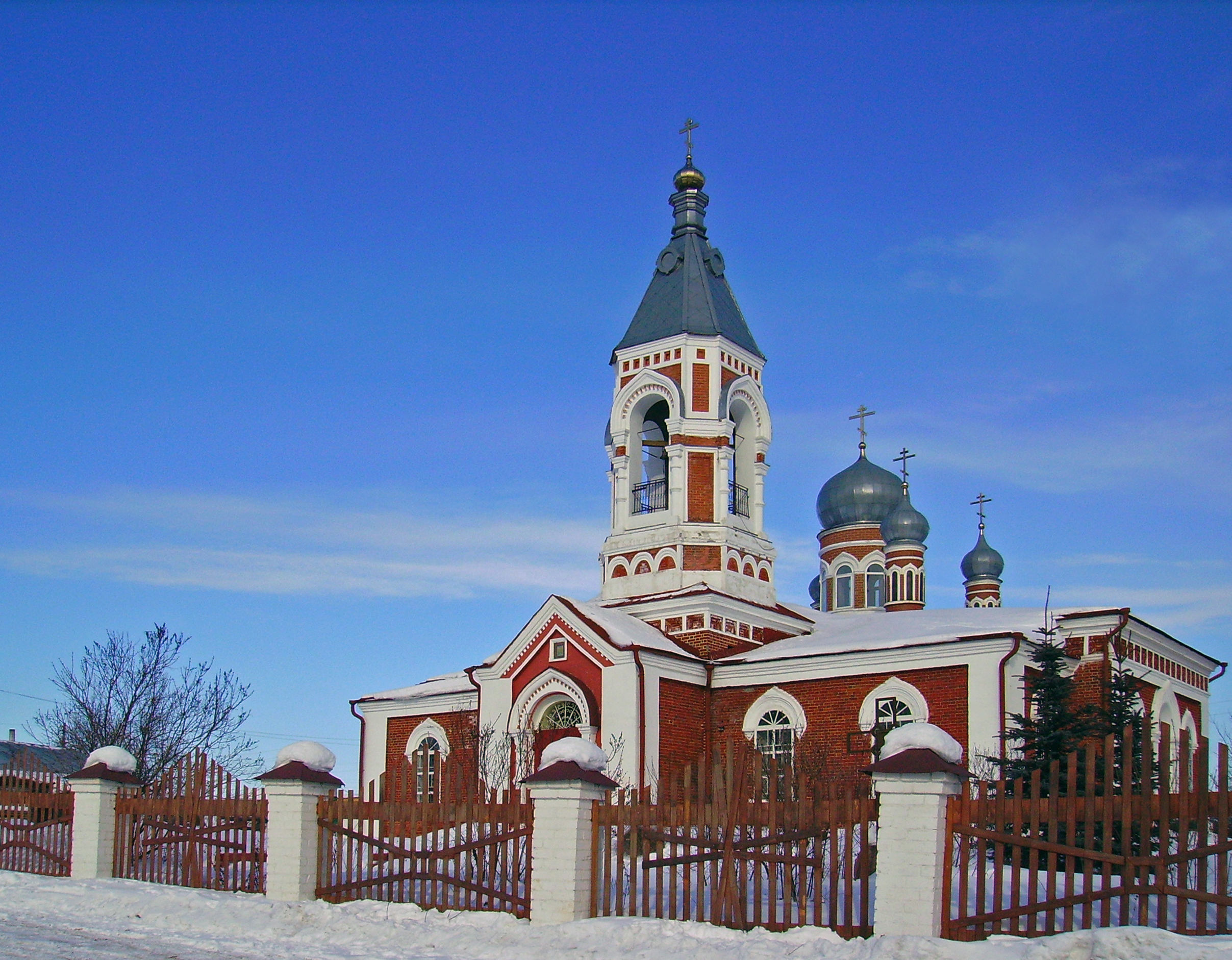
Vue de l'église Sainte-Catherine.

Vetlouga dispose de l'église Sainte-Catherine, siège du doyenné de Vetlouga, et de l'église de la Sainte-Trinité, toutes les deux au sein de l'éparchie de Gorodets de l'Église orthodoxe russe.